# 周源 (企业家)
周源（1980年—）是一名中国软件工程师、企业家，知乎的创始人及首任、现任CEO。他還是第十四届全国政协委員。

## 生平
1980年，他出生于贵州贵阳，父亲是一名新闻工作者，母亲则是一名教师。1999年自成都理工大学计算机系毕业，后进入东南大学计算机系攻读研究生。2003年研究生毕业后，他最初在上海的一家加拿大公司当软件工程师，之后曾当过《IT经理世界》的记者。
2007年冬，他加入了极客俱乐部Apple4us，次年开始创业，开发“Meta搜索”，但在2010年6月创业失败。同年8月，受Apple4us和Quora的影响，他创办了知乎。